# Viaduc de Darnétal
Le viaduc de Darnétal est un ouvrage d'art ferroviaire situé sur la ligne de Saint-Roch à Darnétal-Bifurcation, reliant Rouen à Amiens. Construit en 1867, il traverse la vallée de l'Aubette sur le territoire de la commune de Darnétal, dans le département de la Seine-Maritime, en  Normandie.

## Situation ferroviaire
Le viaduc de Darnétal est situé sur la ligne de Saint-Roch à Darnétal-Bifurcation, entre les gares de Rouen-Rive-Droite et de Darnétal.

## Histoire
Par décret impérial du 11 août 1862, la concession de la ligne est attribuée à hauteur d'un tiers à la Compagnie des chemins de fer de l'Ouest et des deux tiers restants à la Compagnie des chemins de fer du Nord, chargée de sa construction et de son exploitation. Après l'étude de plusieurs tracés possibles, celui menant aux quartiers est de Rouen, traversant la vallée du Robec et la commune de Darnétal, est finalement retenu.
La construction du viaduc débute en 1864 sous la direction de la Compagnie des chemins de fer du Nord, concessionnaire de la ligne. L'ouvrage, d'une longueur de 286 mètres et d'une hauteur de 15 mètres, est constitué d'un tablier métallique supporté par des piles en brique, fournies par les briqueteries locales. La mise en service de la ligne et du viaduc a lieu le 18 avril 1867.
Le 25 août 1944, durant la Seconde Guerre mondiale, les Allemands ont partiellement détruit le viaduc en le faisant sauter lors de leur retraite, ce qui a également entraîné la destruction des maisons environnantes, préalablement évacuées. Les arches et leurs piles sont endommagées, rendant le passage impossible. Dès la libération de Darnétal le 30 août 1944, la reconstruction devient une priorité. Le 292e régiment du Génie américain intervient et, en 28 jours, installe un tablier métallique provisoire soutenu par des poutres en bois. En 1946, un ouvrage définitif est reconstruit pour rétablir pleinement le trafic ferroviaire. Un trafic allégé est mis en place entre Rouen et Amiens, reliant les deux villes en 5 heures dans un sens et 6 heures 30 dans l’autre, soit près du double du temps habituel, mais évitant aux trains le long détour par Pont-de-l'Arche pour rejoindre Serqueux. Le 2 mai 1946, les travaux de réhabilitation définitive de la section du viaduc supportant la voie vers Amiens sont achevés, rétablissant ainsi la circulation normale des trains. Dans le même temps, les entreprises locales MELEUX et DROUARD entament la reconstruction à l'identique du côté gauche du pont. L’achèvement des travaux dans les mois suivants permettra de rétablir pleinement la fluidité du trafic ferroviaire.
En 1984, dans le cadre de l'électrification de la ligne Rouen-Amiens, le viaduc est équipé de poteaux électriques et de caténaires.

## Caractéristiques
Le viaduc de Darnétal est un viaduc en brique et acier, d'une longueur de 286 mètres et d'une hauteur de 15 mètres. Il franchit la vallée de l'Aubette et permet le passage de la ligne de Saint-Roch à Darnétal-Bifurcation, utilisée pour le transport de marchandises et de voyageurs entre Rouen et Amiens.